# آستروبوتیک
آستروبوتیک (انگلیسی: Astrobotic) شرکت هوافضای آمریکایی است، که در سال ۲۰۰۷ تأسیس شد.